# Thijs van Hofweegen
Thijs (Klaas Matthijs) van Hofweegen (Amsterdam, 30 november 1996) is een Nederlands paralympisch zwemmer die uitkomt in de klasse S6.
Tijdens de Paralympische Zomerspelen in Rio de Janeiro in 2016 maakte hij zijn debuut. Hij kwam uit op vijf individuele afstanden (100 rug, 50 vrij, 100 vrij, 400 vrij en 100 schoolslag) en nam als laatste zwemmer (vrije slag) deel aan de estafettewisselslag heren. Op de 400 m vrije slag S6 haalde hij de tweede plaats, in een tijd van 5.07.82. Op alle afstanden behaalde hij een finaleplaats.

## Lichamelijke eigenschappen
Van Hofweegen heeft sinds zijn geboorte cerebrale parese (cp). Dit zorgt voor (motorische) coördinatieproblemen van zijn hele lichaam. Hij deed zeven jaar over zijn A-diploma.

## Zwemcarrière
Sinds 2011 zwemt Van Hofweegen wedstrijden en sinds 2016 maakt hij deel uit van de nationale zwemploeg. Zijn eerste internationale toernooi was op de Europese kampioenschappen op Madeira in mei 2016. Meteen haalde hij hier twee bronzen en een zilveren medaille, achtereenvolgens op de 100 rug, 400 vrij en 100 vrij.
In 2018 liet Van Hofweegen tijdens de Europese kampioenschappen in Dublin zien dat hij zich kan meten met de top van het Europese parazwemmen. Maar liefst drie gouden medailles haalde hij op respectievelijk 50, 400 en 100 vrij.

## Belangrijkste resultaten

### Paralympische Spelen
| Afstand          | Tijd    | Resultaat |  |
| ---------------- | ------- | --------- |  |
| 50 m vrije slag  | 31,27   | achtste   |  |
| 100 m vrije slag | 1.08,05 | vijfde    |  |
| 400 m vrije slag | 5.07,82 | tweede    |  |
| 100 m rugslag    | 1.21,80 | zevende   |  |
| 100 m schoolslag | 1.31,12 | achtste   |  |

### Europese kampioenschappen
| Afstand          | Tijd    | Resultaat |  |
| ---------------- | ------- | --------- |  |
| 50 m vrije slag  | 32,42   | vierde    |  |
| 100 m vrije slag | 1.09,92 | tweede    |  |
| 400 m vrije slag | 5.24,45 | derde     |  |
| 200 m wisselslag | 3.02,90 | vierde    |  |
| 100 m rugslag    | 1.20,78 | derde     |  |
| 100 m schoolslag | 1.31,05 | vijfde    |  |

| Afstand          | Tijd    | Resultaat |  |
| ---------------- | ------- | --------- |  |
| 50 m vrije slag  | 30,59   | eerste    |  |
| 100 m vrije slag | 1.06,08 | eerste    |  |
| 400 m vrije slag | 5.09,96 | eerste    |  |
| 100 m rugslag    |         |           |  |
| 100 m schoolslag | 1.28,70 | zesde     |  |
| 200 m wisselslag |         |           |  |